# Shule
Shule  (en chino, 疏勒县; pinyin, Shūlè xiàn) también conocida por su nombre uigur de Yengi Sheher (en uigur: يېڭىشەھەر, romanizado: Yengi Sheher; en chino, 英纳协海尔; pinyin, Yīngnà Xiéhǎi'ěr) es un condado bajo la administración directa de la Prefectura Kasgar en la Región autónoma de Sinkiang, República Popular China. Su área es de km² y su población total para 2010 superó los mil habitantes.

## Administración
Desde octubre de 2022, el condado Shule  se divide en 15 pueblos que se administran en 3 poblados y 12  villas.

## Toponimia
Shule, es la transcripción china del nombre original en jotanés y significa "Ciudad Nueva", donde "Shu" corresponde a "ciudad" y "Le" a "nuevo". El idioma jotanés fue alguna vez el idioma local que se expandió en Sinkiang gracias al Reino de Jotán, luego fue reemplazado gradualmente por el uigur.
En uigur la ciudad se llama Yengi Sheher, literalmente "Ciudad Nueva", lo que indica que el nombre chino es una transcripción fonética, mientras el nombre uigur es una traducción.